# Elecciones generales de Tonga de 2021
Las elecciones generales de Tonga de 2021 se llevaron el cabo el 18 de noviembre de 2021 para elegir 17 de los 26 escaños de la Asamblea Legislativa.
Fueron los cuartos comicios desde la reforma de 2010.

## Antecedentes
Las elecciones generales de 2017 resultaron en una victoria aplastante del Partido Democrático de las Islas Amigas (PTOA) y ʻAkilisi Pōhiva fue reelegido como Primer Ministro, derrotando al ex-vice primer ministro, Siaosi Sovaleni por 14 votos contra 12. En septiembre de 2019 Pōhiva falleció, siendo sucedido por Pohiva Tuʻiʻonetoa, quien llegó al poder con el apoyo de los representantes nobles, parlamentarios independientes y 5 exmiembros del PTOA. Su gabinete incluía a tres nobles, que previamente habían sido excluidos bajo el gobierno de Pōhiva.
En diciembre de 2020, el líder del PTOA, Semisi Sika presentó una moción de censura contra el primer ministro Tu'i'onetoa. La misma fue apoyada por el vice primer ministro Sione Vuna Fa'otusia, quien posteriormente renunció al Gabinete. La Asamblea Legislativa rechazó la moción de censura por 13 a 9 votos, el 12 de enero de 2021.

## Sistema electoral
La Asamblea Legislativa de Tonga tiene hasta 30 miembros, de los cuales 17 son elegidos directamente por voto popular, en distritos electorales uninominales. La isla de Tongatapu tiene diez distritos electorales, Vavaʻu tres, Haʻapai dos, mientras que Eua y Niuatoputapu/Niuafoʻou, uno cada uno. Nueve escaños están ocupados por miembros de la nobleza que eligen representantes entre sí. El Gabinete está compuesto por el Primer Ministro, y puede incluir hasta cuatro miembros no elegidos para el Parlamento, quienes luego automáticamente se convierten en miembros de la legislatura, (ex-offcio).

## Campaña
El 16 de septiembre de 2021, el rey Tupou VI disolvió el parlamento, dando final a la legislatura. Para participar de los comicios se inscribieron 75 candidatos, incluidas 12 mujeres. Sin embargo, el 11 de noviembre, Sione Fonua, candidato de Tongatapu 2 anunció que se había retirado de la contienda, mientras que Inoke Fotu Mafile'o candidato de la misma circunscripción falleció, por lo que serían 73 los aspirantes a ocupar un escaño del Parlamento.
El 29 de octubre, la campaña fue interrumpida por la confirmación del primer caso de COVID-19 en el país y la imposición de un confinamiento en la isla de Tongatapu entre el 2 y el 9 de noviembre. A pesar de la situación sanitaria, la fecha de las elecciones no fue modificada.

## Resultados
La nueva composición de la Asamblea Legislativa fue totalmente masculina, y resultaron electos doce nuevos parlamentarios. El primer ministro y líder del Partido Popular (PAKT), Pohiva Tu'i'onetoa fue reelegido en el distrito de Tongatapu 10, mientras que el Partido Democrático de las Islas Amigas perdió siete escaños. Sus principales dirigentes, Siaosi Pōhiva y Semisi Sika de los distritos de Tongatapu 1 y Tongatapu 2, respectivamente, fueron derrotados. El día 20, el rey nombró a Lord Tangi como presidente interino de la Cámara, que se encarga de dirigir el proceso de elección del nuevo primer ministro de acuerdo a la Constitución.

### Representantes Populares
| Distrito              | Electo                          | Partido | Partido | Votos |
| --------------------- | ------------------------------- | ------- | ------- | ----- |
| Tongatapu 1           | Tevita Fatafehi Puloka          |         |         | 1695  |
| Tongatapu 2           | ʻUhilamoelangi Fasi             |         |         | 962   |
| Tongatapu 3           | Siaosi Sovaleni                 |         |         | 2084  |
| Tongatapu 4           | Tatafu Moeaki                   |         |         | 1237  |
| Tongatapu 5           | ʻAisake Eke                     |         |         | 958   |
| Tongatapu 6           | Poasi Tei                       |         |         | 1771  |
| Tongatapu 7           | Sione Saulala                   |         | –       | 810   |
| Tongatapu 8           | Semisi Fakahau                  |         | PTOA    | 1020  |
| Tongatapu 9           | Sevenitini Toumoʻua             |         |         | 828   |
| Tongatapu 10          | Pohiva Tu'i'onetoa              |         | PAKT    | 1303  |
| 'Eua 11               | Taniela Likuʻohihifo Fusimalohi |         |         | 1072  |
| Ha'apai 12            | Viliami Hingano                 |         |         | 475   |
| Ha'apai 13            | Veivosa Taka                    |         | PTOA    | 731   |
| Vava'u 14             | Saia Piukala                    |         | PTOA    | 1010  |
| Vava'u 15             | Samiu Vaipulu                   |         | –       | 747   |
| Vava'u 16             | Viliami Latu                    |         |         | 1047  |
| Ongo Niua 17          | Vatau Hui                       |         |         | 367   |
| Fuente: Matangi Tonga |                                 |         |         |       |

### Representantes Nobles
| Distrito                 | Electo                     | Votos |
| ------------------------ | -------------------------- | ----- |
| 'Eua                     | Lord Nuku                  | 11    |
| Ha'apai                  | Lord Tu‘iha‘angana         | 5     |
| Ha'apai                  | Fatafehi Fakafanua         | 4     |
| Niuatoputapu - Niuafo'ou | Prince Fotofili            | 2     |
| Tongatapu                | Sialeʻataongo Tuʻivakanō   | 12    |
| Tongatapu                | ʻAlipate Tuʻivanuavou Vaea | 13    |
| Tongatapu                | Lord Fohe                  | 10    |
| Vava'u                   | Malakai Fakatoufifita      | 8     |
| Vava'u                   | Tonga Tuʻiʻafitu           | 9     |
| Fuente: Matangi Tonga    |                            |       |

## Formación de gobierno
El 20 de noviembre, Viliami Tangi fue nombrado presidente interino de la Asamblea Legislativa por el Rey, este último espera la devolución de la solicitud de certificación de resultados electorales de la elección por parte de la Comisión Electoral, para poder continuar el proceso constitucional de elección del Primer ministro.
La Asamblea Legislativa se reunió el 15 de diciembre para elegir a un primer ministro, de entre los candidatos Sovaleni y Eke. Sovaleni fue elegido con 16 votos.